# Station Brennero-Brenner
Station Brennero-Brenner is een spoorwegstation aan de Brennerspoorlijn in Brennero (Italië-Zuid-Tirol). Het station ligt 300 meter van de Italiaans-Oostenrijkse grens.
De stationsnaam wordt volgens de regels van Trenitalia in het Italiaans aangegeven, gevolgd door het Duits als lokale taal.

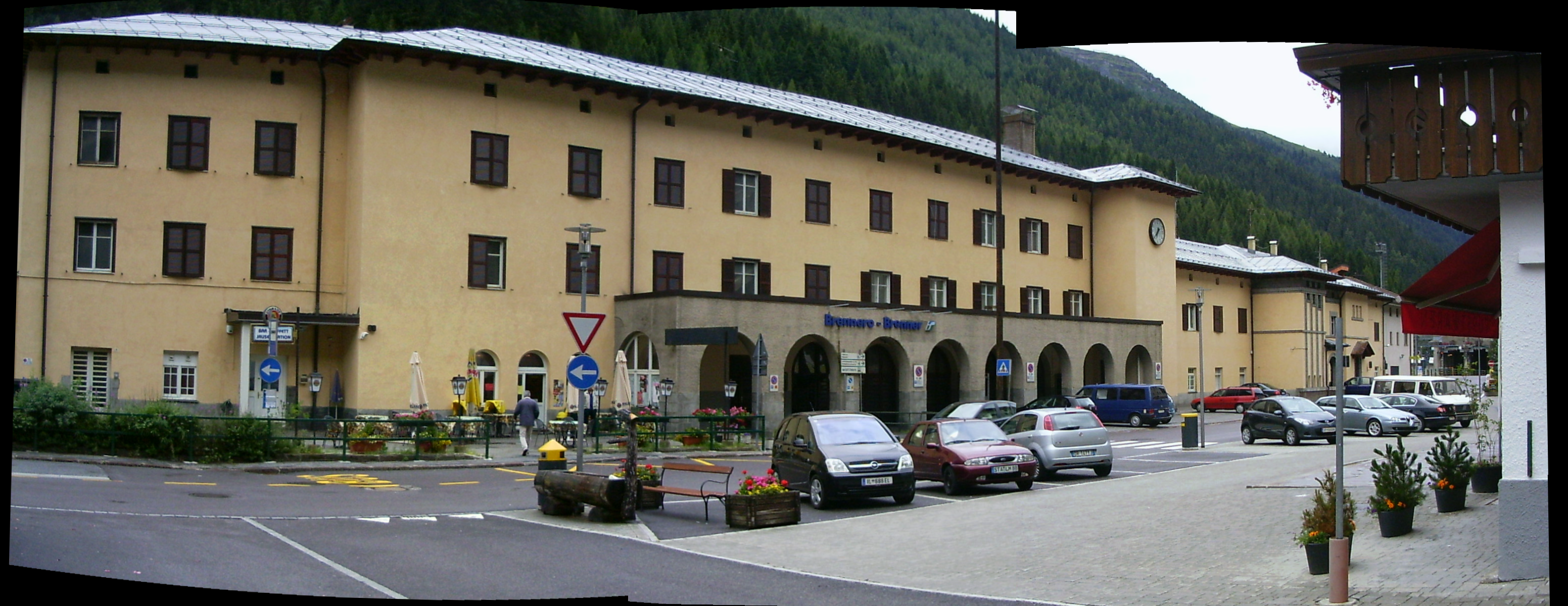